# Mufumbwe (Distrikt)
Mufumbwe ist einer von elf Distrikten in der Nordwestprovinz in Sambia. Er hat eine Fläche von 18.942 km² und es leben 98.220 Menschen in ihm (2022). Sitz der Verwaltung ist Mufumbwe. Der Distrikt wurde 1978 vom Distrikt Kasempa abgespalten.

## Geografie
Der Distrikt befindet etwa 230 Kilometer nordwestlich von Lusaka. Er erhebt sich im Süden bis auf 1200 m und fällt nach Norden bis auf gut 1100 m leicht ab. Ein Teil der Südgrenze wird von dem Fluss Dongwe und dessen Nebenfluss Lalafuta gebildet. Die Westgrenze bilden zum Teil die Flüsse Kamweji und vor allem der Kabompo. Die Nordgrenze bildet dessen Nebenfluss Chifuwe und die Ostgrenze wird vom Nördlichen Musondweji und insbesondere dem Lufupa gebildet.
Der Distrikt verfügt über viel Miombowald. Die Gesamtfläche Mufumbwe ist zu 80 Prozent von Wäldern und Bächen bedeckt. Die Temperaturen in Mufumbwe liegen in der heißen Jahreszeit um die 37 Grad Celsius und in der kalten zwischen 25 und 32 Grad Celsius. Der jährliche Niederschlag liegt bei etwa 1100 mm.
Der Distrikt grenzt im Westen an die Distrikte Kabompo und Manyinga, im Norden an Kalumbila und im Osten an Kasempa. Im Süden grenzt er an den Distrikt Mumbwa in der Zentralprovinz und an Nkeyema, Kaoma und Lukulu in der Westprovinz.

## Politik
Der Distrikt hatte Ende 2015 zwei Chiefs, nämlich Mushima Mubambe im südlichen und Chizera im nördlichen Teil von Mufumbwe. Der Distrikt Mufumbwe hat einen Wahlkreis mit 16 Wards. Der Wahlkreis untersteht dem ehemaligen stellvertretenden Minister für Jugend und Sport Steven Masumba. Laut Distriktkommissar Mankishi Mukokwe beschäftigte Mufumbwe 2015 insgesamt 997 Beamte, die in verschiedenen Regierungsabteilungen arbeiten.

## Geschichte
Mufumbwe gehörte lange zum Distrikt Kasempa, was nach der Abtrennung einige Probleme aufwarf. So fehlten 2006 hier noch Krankenhäuser, Ärzte und Banken. Es gab eine Grundschule, aber noch keine Sekundarschule. Der gesamte Distrikt war auf Kasempa angewiesen, in den Folgejahren besserte sich die Situation. In Mufumbwe gibt es Landminen. Sie wurden ab 1970 aus Gründen des „Grenzschutzes“ vergraben und können immer noch explodieren.

## Wirtschaft
Der Hauptsektor in Mufumbwe ist die Landwirtschaft. Der Distrikt verfügt über fruchtbare Böden, insbesondere im Süden um den Fluss Lalafuta. Die Hauptkulturen, die in der Gegend angebaut werden, sind Erdnüsse, Mais und Maniok. Die meisten Erdnüsse und Mais werden zum Verkauf nach Solwezi und zu einigen Geschäftsleuten aus der Demokratischen Republik Kongo transportiert, die in die Gegend reisen, um die Ernte im Austausch gegen gebrauchte Kleidung zu kaufen.
Der Viehbestand besteht aus 3330 Rindern, 6000 Ziegen und 180 Schweinen, deren Zahl nach einem Ausbruch der Afrikanischen Schweinepest gesunken ist.
Es gibt Bergbauaktivitäten im Distrikt. In Mufumbwe liegt die Kupfermine Kalengwa, in der Kupfer im kleinen Maßstab abgebaut wird. Einige weitere Bergbauunternehmen schürfen noch in dem Distrikt, von dem angenommen wird, dass er über hohe Kupfervorkommen verfügt.
Die Ernährungsgrundlage wird überwiegend mit Wild, Mais, Kassava, Honig und Fisch gedeckt. Die Ernteerträge schwanken sehr, je nach Regenzeit zwischen 2253 und 5140 Tonnen für Mais.

## Infrastruktur
Obwohl Mufumbwe bereits ein älterer Distrikt in der Provinz ist, ist er noch immer schwach entwickelt. Bisher (2015) hat der Distrikt keine Tankstelle und keine modernen Einkaufszentren.

### Bildung
Der Distrikt hat insgesamt 76 Schulen. Dazu gehören acht Sekundarschulen, 22 Gesamtschulen und 46 Grundschulen, die über den Distrikt verteilt sind. Es gibt auch zwei tertiäre Einrichtungen, das Kalende Bible College und das Mufumbwe Youth Resource Centre, in denen Menschen in verschiedenen Bereichen wie Zimmerei, Schneiderei und Landwirtschaft ausgebildet werden.
Die Regierung baute (Stand 2015) die erste Internatsschule im Distrikt. Die erste Phase dieses Projekts umfasste den Bau von 12 Personalhäusern, einem Wissenschaftslabor, einer Küche und Klassenzimmerblöcken.

### Gesundheit
Der Bau einer Klinik für 29 Mio. Kwacha wurde abgeschlossen. Mufumbwe hat ein Distriktkrankenhaus, das die gesamte Bevölkerung versorgt. Darüber hinaus gibt es 15 Kliniken und vier Gesundheitsposten, die über den Distrikt verteilt sind. Und von den 650 Gesundheitsposten, die landesweit von der Regierung gebaut werden, werden neun in Mufumbwe gebaut, um die Bereitstellung von Gesundheitsdiensten für die Menschen im Distrikt zu verbessern.

### Wasserversorgung
In Mufumbwe wird das Trinkwasser hauptsächlich über Bohrlöcher gewonnen.

### Tourismus
In Mufumbwe finden zwei traditionelle Zeremonien statt, die das Potenzial haben, den Tourismus in der Region anzukurbeln.
Zum einen der Ort Makundu, wo alljährlich die Zeremonie für Chief Mushima Mubambe abgehalten wird. Zum anderen die traditionelle Ntongo-Zeremonie, bei der die reiche Kaonde-Kultur zur Schau gestellt wird.
Es gibt auch Wildgebiete, in denen Touristen Tierbeobachtungen sowie Bootsfahrten unternehmen können. Der Distrikt hat auch eine Reihe von Lodges und Pensionen, einen Markt und Restaurants im zentralen Geschäftsviertel der Hauptstadt.

### Verkehr
Es gibt eine geteerte Straße, die durch Mufumbwe führt und den Distrikt mit Kasempa im Osten und Manyinga im Westen verbindet. Die Regierung rüstet jedoch 15,7 Kilometer Gemeindestraßen für 114 Mio. Kwacha auf.

### Bankwesen
Mittlerweile gibt es eine Geschäftsbank, CAVMONT, die Bankdienstleistungen für die lokale Geschäftswelt und Beamte in der Region anbietet.

## Bevölkerung
Mit Kasempa, Mulobezi und Lavushimanda gehört der Distrikt zu den am dünnsten besiedelten in Sambia. Die dominierenden Stämme sind die Kaonde und die Chokwe.